# Rube Bloom
Pour les articles homonymes, voir Bloom.
Reuben Bloom (né le 24 avril 1902 à New York, mort le 30 mars 1976 à New York City) fut un compositeur américain de chansons populaires.
Rube Bloom était un amuseur à facettes multiples, et en plus d'être un auteur de chanson. Il fut  pianiste, arrangeur, chef de bande, artiste d'enregistrement, et auteur  (il a écrit plusieurs livres dont des méthodes de piano). Pendant sa carrière, il a travaillé avec beaucoup d'interprètes bien connus, incluant Bix Beiderbecke, Ruth Etting, les frères Tommy & Jimmy Dorsey. Il a collaboré avec un large nombre d'auteurs lyriques, incluant Johnny Mercer, Ted Koehler, et Paroisse De Mitchell.
Son premier hit vint en 1927 avec "Soliloquy" ; son dernier était " Here's to My Lady " en 1952, qu’il écrivit avec Johnny Mercer. Bloom forma et mena un certain nombre de bandes pendant sa carrière, telle que « Rube Bloom and His Bayou Boys ». D'autre fois il a joué avec d'autres bandes ; un exemple de ce côté de sa carrière peut être trouvé dans son travail avec Bix Beiderbecke  et Frankie Trumbauer  dans Ville De Sioux Six.
Selon quelques sources, son prénom était prononcé comme 'Ruby' par ses amis. 

## Chansons
- "Don't Worry 'Bout Me"
- "Fools Rush In"
- "The Man from the South"
- "Truckin'"
- "What Goes Up Must Come Down"
- "Day In - Day Out"
- "Give Me the Simple Life"